# Unona
Unona là chi thực vật có hoa trong họ Annonaceae.